# Semliki Forest virus
Semliki Forest viruset ingår i släktet Alfavirus som tillhör familjen Togaviridae. Virusets genom består av positivt RNA som kodar för nio olika proteiner.